# علم روبوتات نمائي تطوري
علم الروبوتات النمائي التطوري (Evolutionary developmental robotics) (يُشار إليه اختصارًا في الإنجليزية باسم evo-devo-robo)، الذي تم اقتراحه رسميًا ومناقشته بشكل كامل في, والذي جرى مناقشته كذلك في الحوار يشير إلى المنهجيات التي تدمج بشكل منهجي بين علم الروبوتات التطوري وعلم الروبوتات لاحقة التكوين وعلم الروبوتات المخلقة بغرض دراسة التطور والنمو البدني والعقلي وتعلم الأنظمة الذكية الطبيعية في الأنظمة الروبوتية. أما الأساس النظري لعلم الروبوتات النمائي التطوري، فيتضمن علم الأحياء النمائي التطوري (evo-devo) وعلم النفس النمائي التطوري وعلم الأعصاب الإدراكي التطوري وما إلى ذلك. يمكن الاطلاع على مزيد من المناقشات حول التطور والنمو والتعلم في مجال الروبوتات والتصميم في،، ،وفي الأنسجة الحاسوبية.